# Velîkîi Trosteaneț
Velîkîi Trosteaneț (în ucraineană Великий Тростянець) este localitatea de reședință a comunei Velîkîi Trosteaneț din raionul Poltava, regiunea Poltava, Ucraina.

## Demografie
Componența lingvistică a localității Velîkîi Trosteaneț
     Ucraineană (95,78%)
     Rusă (4,05%)
     Alte limbi (0,09%)
Conform recensământului din 2001, majoritatea populației localității Velîkîi Trosteaneț era vorbitoare de ucraineană (95,78%), existând în minoritate și vorbitori de rusă (4,05%).